# Antitrogus setifrons
Antitrogus setifrons är en skalbaggsart som beskrevs av Britton 1980. Antitrogus setifrons ingår i släktet Antitrogus och familjen Melolonthidae. Inga underarter finns listade i Catalogue of Life.